# Паметник на Свободата (Русе)
Вижте пояснителната страница за други значения на Паметник на свободата.
Паметникът на Свободата в Русе е проектиран в началото на XX век от италианския скулптор Арналдо Дзоки, а е изработен от Георги Киселинчев. С течение на времето е придобил значение като един от символите на града и е част от герба му.
Композицията е пирамидална. Статуята на върха представлява фигура на жена, която държи меч в лявата си ръка, а с дясната сочи на северозапад към свободните народи на Европа. Единият от двата бронзови лъва при основата разкъсва със зъби робските вериги, а другият пази Меча и Щита на Свободата. На пиедестала има релефни изображения на опълченски сцени. Текстът на главния надпис гласи: „На поборниците и опълченците, които са взели участие за Освобождението на България през 1876 – 1877 г.“ В задната част на основата са поставени 2 оръдия. Паметникът е тържествено открит на 11 август 1909 г. След 1944-та, Русе остава единственият по-голям град в България, в който най-големият паметник и символ на града не е съветски. Това става предпоставка за налагане на наратив, че дясната ръка на статуята по дизайн е протегната на изток, откъдето са дошли "братята-освободители". 
- Общ поглед към паметника
- Поглед към паметника от надписа Русе
- Поглед през сърцето от надписа Русе
- Фигура на върха
- Лъв с щит
- Лъв, разкъсал верига